# Spiegel TV (Serien)
Spiegel TV ist eine Serie von DVDs der Spiegel TV GmbH, die seit dem Jahr 2006 dem Nachrichtenmagazin Der Spiegel in unregelmäßigen Abständen beiliegen.
Es handelt sich um Dokumentarfilme zu meist politischen Themen. Einige Folgen entstanden in Kooperation zwischen SPIEGEL TV Media, Monaco Film und ARD (Nr. 21); bzw. ZDF, SPIEGEL-TV Media, arte und dem SF (Nr. 30); bzw. SPIEGEL TV und VOX (Nr. 33 & 34). Mehrere Episoden wurden im Fernsehen ausgestrahlt. Die Episode „Als der Krieg nach Deutschland kam“ (Nr. 23) war für den Deutschen Fernsehpreis 2005 als beste Doku nominiert.
Die Episoden Nr. 1, 2, 19, 20, 46, 47 und 48 besitzen weder auf der Hülle noch auf der DVD selbst die sonst übliche Angabe der Folge.

## Episoden
| Nr. | Titel (Thema) | Laufzeit | Bonus   | erschienen in Heft |
| --- | --- | -------- | ------- | ------------------ |
| 01  | 11. September 2001 – Ein Tag erschüttert die Welt. Der Anschlag, Die Täter, Die Hintergründe.                                   | 76 Min.  | 8 Min.  | Nr. 36/2006        |
| 02  | Der Nürnberger Prozess – Tribunal des Todes                                                                                     | 103 Min. |         | Nr. 42/2006        |
| 03  | Der Spiegel – 60 Jahre Zeitgeschichte                                                                                           | 70 Min.  | 25 Min. | Nr. 2/2007         |
| 04  | 100 Jahre Berlin – Vom Kaiser bis zur Kanzlerin                                                                                 | 97 Min.  |         | Nr. 12/2007        |
| 05  | Der Fall Romy Schneider – „An meiner Angst werd’ ich noch einmal sterben“                                                       | 61 Min.  | 42 Min. | Nr. 21/2007        |
| 06  | Wettlauf um die Welt – Die Globalisierung und ihre Folgen                                                                       | 131 Min. | 69 Min. | Nr. 23/2007        |
| 07  | Legende Preußen – Europäisches Staatswesen, Fürstentum und Königreich                                                           | 90 Min.  |         | Nr. 33/2007        |
| 08  | Die Eroberung des Alls (Wettlauf ins All) – Der Kalte Krieg um die Vorherrschaft im Kosmos                                      | 192 Min. |         | Nr. 39/2007        |
| 09  | Der Fall der Mauer – Eine deutsche Geschichte                                                                                   | 65 Min.  |         | Nr. 45/2007        |
| 10  | Die gekaufte Revolution – Vor 90 Jahren: Wie Kaiser Wilhelm II. Lenins Oktoberrevolution finanzierte                            | 50 Min.  |         | Nr. 50/2007        |
| 11  | 1933 – Hitlers Machtergreifung. Der Anfang des Untergangs                                                                       | 52 Min.  |         | Nr. 3/2008         |
| 12  | In den Katakomben von Rom – Auf den Spuren der frühen Christen. „Die Wiege des Christentums“ – die Katakomben von Rom           | 55 Min.  | 45 Min. | Nr. 13/2008        |
| 13  | Vor uns die Sintflut – Was die neue Warmzeit bringt. „Der vergiftete Planet“ – die globale Klimakrise                           | 77 Min.  |         | Nr. 21/2008        |
| 14  | Deutschland im Kalten Krieg – Vor 60 Jahren begann der Konflikt der Supermächte. „Der Kalte Krieg in Farbe“ – 1945 bis 1962     | 57 Min.  |         | Nr. 25/2008        |
| 15  | Mao – Der lange Marsch zur Macht. Mao – Der rote Kaiser                                                                         | 58 Min.  | 26 Min. | Nr. 32/2008        |
| 16  | SS-Chef Heinrich Himmler – Aus dem Leben eines Massenmörders. Heinrich Himmler – NS-Ideologe und Massenmörder                   | 65 Min.  | 39 Min. | Nr. 45/2008        |
| 17  | Jerusalem – der Mythos einer heiligen Stadt. Jerusalem – Hauptstadt der Religionen                                              | 60 Min.  |         | Nr. 52/2008        |
| 18  | Die Stunde Null – Berlin, Sommer 1945. Stunde Null – Berlin im Sommer 1945                                                      | 60 Min.  | 25 Min. | Nr. 7/2009         |
| 19  | Wilhelm II. Der letzte Kaiser.                                                                                                  | 65 Min.  |         | Nr. 28/2009        |
| 20  | Der Krieg der Deutschen – 1939: Als ein Volk die Welt überfiel. Als die Welt in Flammen stand – Chronik des 2. Weltkriegs       | 204 Min. |         | Nr. 35/2009        |
| 21  | 9. November 1989. Das Protokoll eines historischen Versehens – Schabowskis Zettel – Die Nacht, als die Mauer fiel               | 74 Min.  |         | Nr. 45/2009        |
| 22  | Amerikas Kriege – Korea, Vietnam, Irak, Afghanistan                                                                             | 88 Min.  |         | Nr. 4/2010         |
| 23  | Als der Krieg nach Deutschland kam – Tagebuch 1945                                                                              | 90 Min.  |         | Nr. 20/2010        |
| 24  | Die Blitzkrieg-Legende – 1940: Der deutsche Überfall auf Frankreich                                                             | 190 Min. |         | Nr. 33/2010        |
| 25  | Der Hetzer: Joseph Goebbels – Der Mann, der Hitler machte. Verführer im Dienste Hitlers                                         | 77 Min.  |         | Nr. 47/2010        |
| 26  | Von Krieg zu Krieg – Der Nahe Osten: Die Geschichte der gefährlichsten Region der Welt. 100 Jahre Nahostkonflikt                | 77 Min.  |         | Nr. 10/2011        |
| 27  | Wer war Jesus von Nazareth? | 70 Min.  |         | Nr. 17/2011        |
| 28  | Osama bin Laden – Der Prophet des Terrors.                                                                                      | 52 Min.  |         | Nr. 19/2011        |
| 29  | Der barbarische Krieg im Osten. Vor 70 Jahren: Überfall auf die Sowjetunion. Vom Blitzkrieg zur Barbarei – Vernichtungsfeldzug  | 100 Min. |         | Nr. 24/2011        |
| 30  | 11. September 2001 – Ein Tag verändert die Welt. Der 11. September – der Tag, der die Welt veränderte                           | 52 Min.  |         | Nr. 36/2011        |
| 31  | Friedrich der Größte – Triumph und Tragödie eines Preussenkönigs. „Friedrich II. von Preußen“ – Psychogramm eines großen Königs | 71 Min.  |         | Nr. 45/2011        |
| 32  | Die gestresste Seele. Ausgebrannt! „Depression“ – „Burnout“                                                                     | 108 Min. |         | Nr. 6/2012         |
| 33  | 14. April 1912. Die letzten Stunden der Titanic. „Titanic“ – der unsinkbare Mythos                                              | 61 Min.  | 8 Min.  | Nr. 13/2012        |
| 34  | Nahtod – Einblicke ins Jenseits. Dem Tod nah                                                                                    | 59 Min.  |         | Nr. 22/2012        |
| 35  | München 1972: Terror gegen Olympia. Vom Traum zum Terror – München 1972                                                         | 89 Min.  |         | Nr. 30/2012        |
| 36  | Machtmaschine Strauß – Rudolf Augstein über seinen Widersacher. „Tod und Verklärung des Franz Josef Strauß“                     | 28 Min.  |         | Nr. 38/2012        |
| 37  | Mythos Erwin Rommel. Heldenlegende des „Dritten Reichs“. Der „Wüstenfuchs“                                                      | 66 Min.  |         | Nr. 44/2012        |
| 38  | Richard Wagner – Ein deutsches Drama. Richard Wagner (1813–1883)                                                                | 95 Min.  |         | Nr. 14/2013        |
| 39  | John F. Kennedy – „Ich bin ein Berliner“. Die Kennedys – ein amerikanischer Traum                                               | 53 Min.  |         | Nr. 24/2013        |
| 40  | 1813: Napoleon und die Völkerschlacht                                                                                           | 58 Min.  |         | Nr. 32/2013        |
| 41  | Der Mensch Willy Brandt. Willy Brandt (1913–1992)                                                                               | 106 Min. |         | Nr. 46/2013        |
| 42  | Adolf Hitler und Erich Ludendorff – Der Gefreite und sein General – Hitler, Ludendorff und der Erste Weltkrieg                  | 101 Min. |         | Nr. 1/2014         |
| 43  | Amerikas letzter Sieg – D-Day – Operation Overlord – Die Invasion in der Normandie                                              | 64 Min.  |         | Nr. 22/2014        |
| 44  | Das kurze Leben der Anne Frank. Leben und Sterben der Anne Frank                                                                | 90 Min.  |         | Nr. 35/2014        |
| 45  | Das andere Deutschland – Die Geschichte der DDR                                                                                 | 85 Min.  |         | Nr. 38/2014        |
| 46  | Besiegt und frei – Deutschland 1945                                                                                             | 69 Min.  |         | Nr. 18/2015        |
| 47  | Strafsache „Drittes Reich“ – 70 Jahre Nürnberger Prozesse                                                                       | 109 Min. |         | Nr. 40/2016        |
| 48  | Sagen, was ist – 70 Jahre Der Spiegel                                                                                           | 67 Min.  |         | Nr. 2/2017         |